# Servant of the Mind
Servant of the Mind è l'ottavo album in studio del gruppo musicale danese Volbeat, pubblicato nel 2021.

## Tracce
Testi e musiche di Michael Poulsen.
1. Temple of Ekur – 4:19
2. Wait a Minute My Girl – 2:28
3. The Sacred Stones – 6:14
4. Shotgun Blues – 4:28
5. The Devil Rages On – 5:10
6. Say No More – 4:40
7. Heaven's Descent – 4:10
8. Dagen Før (featuring Stine Bramsen) – 4:09
9. The Passenger – 3:37
10. Step Into Light – 4:56
11. Becoming – 4:13
12. Mindlock – 4:48
13. Lasse's Birgitta – 7:56

Tracce Bonus Edizione Digitale Deluxe
1. Return to None (Wolfbrigade cover) – 2:35
2. Domino (The Cramps/Roy Orbison cover) – 2:56
3. Shotgun Blues (featuring Dave Matrise) – 4:27
4. Dagen Før (Michael Vox version) – 4:10